# Portunus binoculus
Portunus binoculus är en kräftdjursart som beskrevs av Lipke Bijdeley Holthuis 1969. Portunus binoculus ingår i släktet Portunus och familjen simkrabbor. Inga underarter finns listade i Catalogue of Life.